# Vyazma (sông)
Vyazma (tiếng Nga: Вязьма) là một sông tại tỉnh Smolensk của Nga. Đây là một phụ lưu tả ngạn của sông Dnepr. Chiều dài sông là 147 km. Diện tích lưu vực sông là 1.350 km².. Chiều cao đầu nguồn là 255m so với mực nước biển, chiều cao của cửa sông là 186m. Trong thời cổ đại, sông Vyazma là bộ phận của một tuyến đường liên kết lưu vực thượng du của các sông Volga, Oka và Dnepr nhờ trung chuyển trên bộ. Thành phố Vyazma nằm ven sông Vyazma.